# Golda Meïr
Golda Meïr (Hebreeuws: גולדה מאיר), soms ook geschreven als Golda Meir, geboren als Golda Mabovitsj (Russisch: Голда Мабович) (Kiev, Gouvernement Kiev, 3 mei 1898 – Jeruzalem, Jeruzalem District, 8 december 1978) was een Israëlisch politica en diplomate van de Arbeidspartij en de 4e premier van Israël van 1969 tot 1974.
Meïr, een onderwijzeres van beroep, was actief in de Zionistische beweging en werkte op een Kibboets en werd daarna politiek actief in 1948. Meïr was ambassadeur naar de Sovjet-Unie van 1948 tot 1949 en was lid van de Knesset van 1949 tot 1977 en was minister van Arbeid van 1949 tot 1956 en minister van Buitenlandse Zaken van 1956 tot 1966. Na het overlijden van premier Levi Eshkol in 1969 volgde Meïr hem op en werd de eerste vrouwelijke premier.

## Afkomst
Meïr werd geboren in Oekraïne, dat toentertijd tot het Russische Rijk behoorde. Op de vlucht voor het antisemitisme in Rusland emigreerde de familie in 1906 met de Red Star Line via Antwerpen naar de Verenigde Staten en vestigde zich in Milwaukee in de staat Wisconsin. Later zou Meïr over haar tijd in Rusland zeggen: "Aan Rusland heb ik geen enkele gelukkige herinnering, alleen droevige. De nachtmerrie van de pogroms, het geweld van de Kozakken tegen jonge socialisten, angst en terreur." Ook haar herinneringen aan de tocht per schip over de oceaan waren onaangenaam: de ruimte was krap en de passagiers moesten de nacht doorbrengen in bedden zonder lakens.
In Milwaukee volgde ze een lerarenopleiding en gaf ze les op scholen. In 1915 werd ze lid van de Poalei Zion, de zionistische arbeidersorganisatie. Ze huwde in 1917 met Morris Meyerson, een huisschilder, socialist en zionist. In 1921 emigreerde ze met haar man naar het Britse mandaatgebied Palestina. Ze leefden een tijd in een kibboets en kregen twee kinderen. Nadat haar echtgenoot daar in 1951 overleden was, nam ze in 1956 een Hebreeuwse naam aan: Meïr, dat "helder schijnen" betekent.

## Loopbaan
In 1924 verhuisde ze naar Tel Aviv waar ze op verschillende plaatsen werkzaam was, onder andere bij de vakbond Histadroet en de ambtenarij. Op 14 mei 1948 was ze een van de 37 personen die de Israëlische onafhankelijkheidsverklaring ondertekenden. Van 1948 tot 1949 was ze de eerste Israëlische ambassadeur in de toenmalige Sovjet-Unie. In 1949 werd ze lid van de Knesset, het nieuwe Israëlische parlement, voor de Mapai, een van de Poalei Zion afgescheiden sociaaldemocratische, zionistische politieke partij, een ambt dat ze tot 1974 zou blijven bekleden. Tevens was ze van 1949 tot 1956 minister van Arbeid en van 1956 tot 1966 minister van Buitenlandse Zaken in opeenvolgende regeringen.

### Premier
Ze werd na de dood van Levi Eshkol in 1969 minister-president, de derde vrouw in de wereldgeschiedenis na Sirimavo Bandaranaike en Indira Gandhi.
Tijdens haar regeerperiode begon de PLO een terreurcampagne tegen Israël van gijzelingen, vliegtuigkapingen en bomaanslagen. In 1972 vond het gijzelingsdrama op de Olympische Spelen in München plaats waarbij diverse Israëlische atleten door een Palestijnse terreurgroep om het leven werden gebracht. Meir stemde in met een beperkte contraterreur. Palestijnen met duidelijke terroristische banden werden met instemming van het kernkabinet door de Mossad geliquideerd.
Eveneens brak tijdens haar bewindsperiode in 1973 de Jom Kipoeroorlog uit die ze, alhoewel ze van tevoren door koning Hoessein van Jordanië was gewaarschuwd, niet echt had verwacht, evenmin als haar minister van Defensie Moshe Dayan.

De nasleep van deze oorlog deed haar regering uiteindelijk de das om. Haar regering werd geteisterd door interne ruzies binnen de coalitie, vragen over strategische blunders en zwak leiderschap. Ze diende daarom in het voorjaar van 1974 haar ontslag in en werd opgevolgd door Yitzchak Rabin.
Meïr leed vanaf de jaren zestig aan kanker. Ze overleed eind jaren zeventig op 80-jarige leeftijd aan deze ziekte. Ze werd begraven op de Herzlberg.

## Uitspraken
Bekende uitspraken van Golda Meïr zijn:
- "We zullen pas vrede hebben in het Midden-Oosten als de Arabieren meer van hun kinderen houden dan dat ze ons haten."
- "Er is geen enkel verschil tussen zelf iemand doden of een ander sturen om voor jou te doden. Het is precies hetzelfde, zelfs erger."
- "We vieren onze overwinningen in een strijd niet, we vieren het als we een nieuw soort katoen weten te kweken of als er aardbeien groeien in Israël."
- "Ik geloof in het Joodse volk, en het Joodse volk gelooft in God."[3]

In een toespraak voor middelbare scholieren in Eilat in 1973 ontkende Golda Meir dat er zoiets als een "Palestijns volk" bestond. Vóór 1967 had zij daarvan nog nooit gehoord. "Het was niet zo dat er in Palestina een volk bestond dat zich als een Palestijns volk beschouwde en toen kwamen wij en gooiden hen eruit en namen hen hun land af."

## Film Golda
In 2023 kwam de film Golda uit, gemaakt door de Israëlische regisseur Guy Nattiv. De film laat de Jom Kipoer oorlog zien door de ogen van Golda Meir als premier van Israël. De Engelse actrice Hellen Mirren speelt Golda Meir.
- Bibsys: 90563354
- Biblioteca Nacional de Chile: 000052353
- Biblioteca Nacional de España: XX961654
- Bibliothèque nationale de France: cb11915467n (data)
- CiNii: DA01988970
- Gemeinsame Normdatei: 118580256
- International Standard Name Identifier: 0000 0001 1075 6328
- Library of Congress Control Number: n50013594
- Nationale Bibliotheek van Letland: 000120291
- MusicBrainz: 2debfcaa-0a1a-4cdf-aa7c-0841dec6af27
- National Archives and Records Administration: 10581085
- Bibliotheek van het Japanse parlement: 00449696
- Nationale Bibliotheek van Tsjechië: jx20090326008
- Nationale bibliotheek van Australië: 35345503
- Nationale Bibliotheek van Israël: 987007265237305171
- Nationale Bibliotheek van Polen: a0000003164671
- Nationale en Universitaire bibliotheek Zagreb: 000179113
- Nederlandse Thesaurus van Auteursnamen: 069053553
- Réseau des bibliothèques de Suisse occidentale: 02-A003581127
- Russische Staatsbibliotheek: 000174415
- LIBRIS: 264856
- SNAC: w62v2gpk
- Système universitaire de documentation: 027021718
- Semantic Scholar: 119152175
- Trove: 919798
- Virtual International Authority File: 87954848
- WorldCat: E39PBJxhtyRkvWvTX8gCCTC84q

David Ben-Gurion (1948–1954) ·
Moshe Sharett (1954–1955) ·
David Ben-Gurion (1955–1963) ·
Levi Eshkol (1963–1969) ·
Yigal Allon (1969) ·
Golda Meïr (1969–1974) ·
Yitzhak Rabin (1974–1977) ·
Shimon Peres (1977) ·
Menachem Begin (1977–1983) ·
Yitzhak Shamir (1983–1984) ·
Shimon Peres (1984–1986) ·
Yitzhak Shamir (1986–1992) ·
Yitzhak Rabin (1992–1995) ·
Shimon Peres (1995–1996) ·
Benjamin Netanyahu (1996–1999) ·
Ehud Barak (1999–2001) ·
Ariel Sharon (2001–2006) ·
Ehud Olmert (2006–2009) ·
Benjamin Netanyahu (2009–2021) ·
Naftali Bennett (2021–2022) ·
Yair Lapid (2022) ·
Benjamin Netanyahu (2022–heden)